# Charybdis hawaiensis
Charybdis hawaiensis är en kräftdjursart som beskrevs av John R. Edmondson 1954. Charybdis hawaiensis ingår i släktet Charybdis och familjen simkrabbor. Inga underarter finns listade i Catalogue of Life.